# Rusbya
Rusbya  (лат.) — род растений семейства Вересковые, включающий в себя 1 вид — Rusbya taxifolia Britton.

## Ареал
Растения встречаются в северной Боливии.

## Биологическое описание
Листья линейные. Цветки напоминают цветки растений рода Themistoclesia.